# Active Users
Die Zahl der Active Users (aktiven Benutzer) misst den Erfolg eines Internetprodukts, eines Onlinespiels oder einer mobilen App. Die Zahl gibt an, wie viele Benutzer das Produkt oder die Dienstleistung in einem bestimmten Zeitraum besuchen, also pro Monat (MAU, monthly active users), pro Woche (WAU, weekly active users) oder pro Tag (DAU, daily active users).  Es wird auch der Spitzenwert gleichzeitiger Benutzer gemessen (PCU, Peak concurrent users).

## Verwendung
Das Verhältnis von DAU zu MAU ist eine simple Methode zur Schätzung der Kundenbindung im Zeitverlauf; ein höheres Verhältnis bedeutet eine größere Wahrscheinlichkeit zur Beibehaltung, was auf den Erfolg eines Produkts hinweisen kann. Es gibt Annahmen, dass Verhältnisse über 0,15 ein Wendepunkt für das Wachstum sind, während anhaltende Verhältnisse über 0,2 einen dauerhaften Erfolg markieren.
Active-Users-Daten können auch verwendet werden, um Zeiten mit hohem Datenverkehr zu finden und Verhaltensmodelle von Benutzern zu erstellen, die für gezielte Werbung verwendet werden.

## Datenerhebungs-Methoden und -Probleme
Active Users werden basierend auf eindeutigen Benutzern gesammelt, die bestimmte Aktionen ausführen, die man als Zeichen von Aktivität betrachtet. Diese Aktionen umfassen den Besuch der Startseite einer Website, Anmelden, Kommentieren, Hochladen von Inhalten oder ähnlichen Aktionen, die das Produkt verwenden. Die Anzahl der Personen, die einen Dienst abonniert haben, kann für seine Dauer auch als aktiver Benutzer angesehen werden. Jedes Unternehmen hat seine eigene Methode zur Bestimmung der Anzahl der aktiven Benutzer, und viele Unternehmen teilen keine Details bezüglich ihrer Berechnung mit. Einige Unternehmen nehmen auch im Laufe der Zeit Änderungen an ihrer Berechnungsmethode vor. Die Aktion, mit der Benutzer als aktiv verstanden werden, wirkt sich erheblich auf die Qualität der Daten aus, wenn sie die Interaktion mit dem Produkt nicht genau widerspiegelt, was zu irreführenden Daten führt.
Grundlegende Aktionen wie das Anmelden stellen oft keine Kundenbindung dar und erhöhen die Anzahl der aktiven Benutzer.